# Rithy Panh
Rithy Panh (Phnom Penh, Camboja, 18 de abril de 1964) é um cineasta e roteirista cambojano. Como reconhecimento, foi nomeado ao Oscar 2014 na categoria de Melhor Filme Estrangeiro por L'image manquante.